# Escopetarra

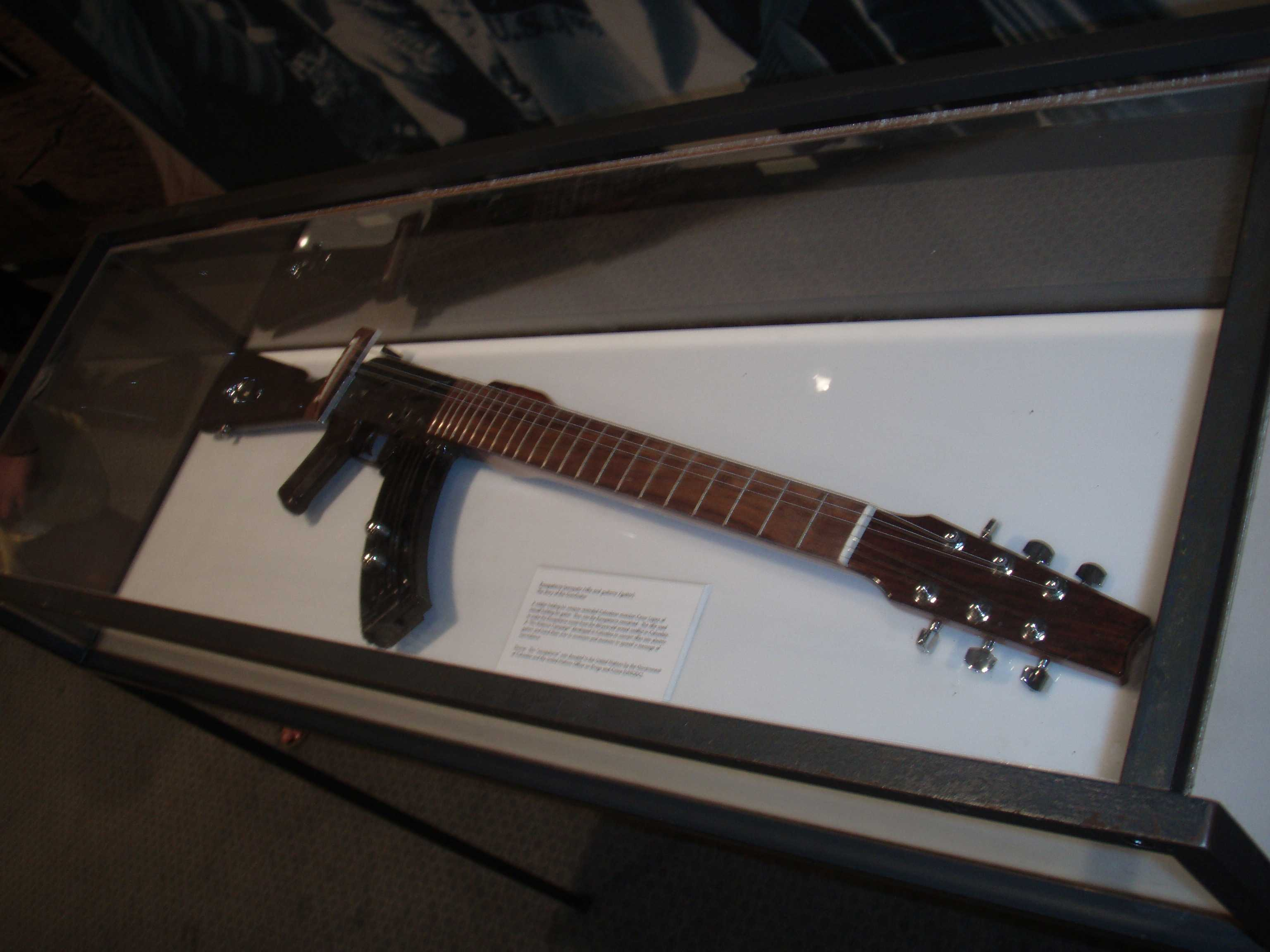
Escopetarra expuesta en la Sede de Naciones Unidas.

Una escopetarra es una guitarra hecha a partir de un arma de fuego modificada, utilizada como un símbolo de paz. El nombre es un acrónimo de escopeta y guitarra. El nombre puede llevar a confusión, considerando que de todas las "escopetarras" fabricadas, ninguna ha sido elaborada a partir de escopetas, sino de rifles.

## Historia
Las Escopetarras fueron inventadas por el activista pacifista colombiano César López en 2003 en un encuentro, tras el ataque terrorista contra el Club El Nogal en Bogotá, cuando vio a un soldado sujetar una escopeta como si fuese una guitarra. La primera escopetarra fue hecha en 2003 con un rifle Winchester y una guitarra eléctrica Stratocaster.
Al principio tenía cinco escopetarras construidas por el luthier colombiano Alberto Paredes Archivado el 21 de marzo de 2008 en Wayback Machine., de las cuales cuatro fueron entregadas al músico colombiano Juanes, al músico argentino Fito Páez, al Programa de las Naciones Unidas para el Desarrollo y al gobierno de la ciudad de Bogotá, quedándose él mismo con una de ellas. Juanes vendió más tarde la suya por 17.000 dólares en una campaña de recolección de fondos que tuvo lugar en Beverly Hills (California) para ayudar a las víctimas de minas antipersonas, mientras que la escopetarra entregada a la ONU fue expuesta en la Conferencia sobre desarme que se celebró en junio de 2006.
En 2006, López adquirió otras 12 AK-47 de la oficina de la comisión para la paz de Colombia; una vez convertidas en guitarras, tiene previsto entregarlas a músicos prominentes como Shakira, Carlos Santana y Paul McCartney, así como a figuras políticas relevantes como el dalái lama. Sin embargo, un miembro del equipo del dalái lama ha rechazado la oferta, mencionando lo inapropiado de entregar un arma como un regalo; López ha dicho que tratará de explicar el propósito más claramente.